# Декла
Де́кла (латыш. Dēkla) — в латышской и литовской мифологии одна из богинь судьбы, наряду с Лаймой и Картой. Согласно поверьям, они стоят у постели новорождённого и определяют его дальнейшую судьбу. Также Декла покровительствует девушкам в выборе хорошего жениха. В песнях имена Деклы и Лаймы часто чередуются. В сказках это название целого класса персонажей.